# ریموند استیونز (جودوکار)
ریموند استیونز (انگلیسی: Raymond Stevens؛ زادهٔ ۲۶ ژوئیه ۱۹۶۳) جودوکار اهل بریتانیا بود.
وی در مسابقات کشوری و بین‌المللی در مجموع برندهٔ ۱ مدال طلا، ۱ مدال نقره شده‌است.